# Montagnes (distrikt)
Distriktet Montagnes   (fransk: District des Montagnes ) er et af fjorten administrative distrikter i Elfenbenskysten.  Distriktet ligger i den vestlige del af landet og grænser til Liberia og Guinea mod vest, distrikterne  Woroba mod nord, Sassandra-Marahoué mod øst og Bas-Sassandra mod syd, og hovedstaden er byen  Man.

## Oprettelse
Lacs distriktet blev oprettet i 2011 i en administrativ reorganisering af inddelingen i Elfenbenskysten. Distriktets område blev sammensat ved at sammenlægge de tidligere regioner Dix-Huit Montagnes og Moyen-Cavally. Distriktet blev nedlagt i 2014 og genoprettet som et autonomt distrikt igen i 2021.

## Administrative divisions
Distriktet Montagnes er inddelt i  tre regioner og følgende departementer:
- Cavally region (regionssæde i Guiglo)
  - Bloléquin departement
  - Guiglo departement
  - Toulépleu departement
  - Taï departement
- Guémon region (regionssæde i Duékoué)
  - Bangolo departement
  - Duékoué departement
  - Kouibly departement
  - Facobly departement
- Tonkpi region (regionssæde også i Man)
  - Biankouma departement
  - Danané departement
  - Man departement
  - Zouan-Hounien departement
  - Sipilou departement

## Befolkning
Ifølge folketællingen  2021 census, havde  Montagnes en begfolkning på 3.027.023, hvilket gør det til det næstmest folkerige distrikt i Elfenbenskysten, kun overgået af Abidjan.